# Le Dédale (film, 1927)
Pour l’article homonyme, voir Le Dédale.
Le Dédale est un film français co-réalisé par Gaston Roudès et Marcel Dumont, sorti en 1927.
C'est un remake d'un film sorti en 1912, adaptation d'une pièce de théâtre du début du siècle. L'intrigue qui stigmatise le divorce, a été encouragée par l'église catholique par l'intermédiaire du Cardinal Dubois

## Fiche technique
- Réalisation : Gaston Roudès et Marcel Dumont
- Scénario : adapté d'après la pièce Le Dédale de Paul Hervieu (1903)
- Photographie : André Dantan
- Date de sortie : 1927

## Distribution
- Céline Alix
- Robert Conche
- Sylviane de Castillo
- Olivier De Romero
- Claude France
- Brindusa Grozavescu
- Gaston Jacquet
- Georges Melchior
- Joaquim Renez